# Chapeltique
Chapeltique es un distrito del municipio de San Miguel Norte en el departamento de San Miguel, El Salvador. De acuerdo al censo oficial de 2024, tiene una población de 11.295 habitantes.

## Historia
La localidad es de origen precolombino Lenca. Además, el mismo territorio era ocupado por otros dos asentamientos: hualama y Singaltique. Para la época de la colonización española, Chapeltique tenía la categoría de villa, título quizá otorgado por los mismos vecinos y no por la corona española.
Hacia 1770, Pedro Cortés y Larraz la ubicó como pueblo de la parroquia de San Miguel, con una población de 426 personas. Precisamente, para 1786 ingresó al Partido de San Miguel, y desde el 1824 es parte del departamento homónimo. De acuerdo al geógrafo Guillermo Dawson, obtuvo el título de villa por medio de Ley de la República en 1878. 
El gobernador T. Vilanova llegó a la población para su visita oficial en el 1 de julio de 1891; describió que habían emigrado muchos vecinos notables por causa de un trastorno local en 1889. Criticó al alcalde como indolente, y dio pocas esperanzas de que se rehabilite, si las autoridades de los años venideros, obrando de consumo con los buenos vecinos, no se inspiran en un sentido distinto del que [regía]. Al celebrar una sesión con la municipalidad, excitó al municipio para que propusiera arbitrios e hizo mociones sobre el mejoramiento de los edificios públicos y del cementerio y ordenó la apertura de las escuelas de ambos sexos, las escuelas ya estaban funcionando para cuando se escribió el informe del gobernador en el 31 de julio.
Obtuvo el título de ciudad el 14 de diciembre de 1972. Finalmente fue convertido en un distrito dentro del municipio de San Miguel Norte en 2024.

## Historia Municipal y Poblacional
Son pocas las referencias encontradas sobre la historia de Chapeltique, ya que el tesoro contenido en los libros de registros que se tenían en la alcaldía fue quemado durante el conflicto armado, posiblemente en la gobernación departamental de San Miguel existan libros con información sobre la municipalidad, como fechas, nombres de alcaldes o autoridades civiles, ordenanzas municipales u otro tipo de documentos oficiales.
HISTORIA MUNICIPAL
Por información histórica sabemos que a principios del siglo XIX, no existía gobierno municipal en la población de Chapeltique. Es probable que haya existido en la época de la colonia algún tipo de autoridad, como mayordomo, alcalde, alguacil u otro tipo de autoridad encargado de solventar los problemas civiles propios de un pueblo pequeño, nombrado directamente por la población o por el cabildo local. Después de la independencia existieron alcaldes nombrados por el gobernador departamental, acompañado por un ayuntamiento, junta o consejo municipal electo directamente por la población, los alcaldes fueron elegidos por elección pública a partir de la década de 1950, en representación de un partido político que lo postulaba.
Los Barrios del Pueblo: En la revista Inchapel (2006), en el artículo: Reseña Histórica de Chapeltique, la profesora Julieta Garay de Villacorta nos escribe sobre los nombres de los barrios del pueblo:
“en el año 1954 se nominaron los barrios: Santa Lucia, San Pedro, El Calvario y Santa Ana ya que anteriormente tenían nombres feos”
Sobre estos cambios de nombre, tenemos que el barrio San Pedro, se llamaba la Criba, Y el Barrio Santa Ana se llamaba; Santa Barbará. Para la población solo había dos barrios el de arriba y el de abajo.
Ciudad de Chapeltique: fungiendo como alcalde el teniente Santos Leoncio Velázquez, en 1972, el consejo municipal y la población entera, solicitaron a la asamblea legislativa se le concediera el título de Ciudad a la Villa de Chapeltique, moción que dio seguimiento con interés personal en diputado por el departamento de san Miguel, profesor Roberto Ramírez, hasta obtener el acuerdo legislativo en 1973.
La Alcaldía: la alcaldía de Chapeltique o el cabildo como era conocido, era una construcción con el estilo típico de las casonas de oriente, con paredes de adobe y techo de teja, con corredores empedrados, salón grande para bailes y actos oficiales, oficina para el alcalde, columnas de madera sentadas en pilastras de piedra labrada y en el patio posterior, el famoso poste. La parte de esta casona más recordada por guardar historias no contadas, era la bartolina, con puerta de cuartones, y servicio sanitario interior de fosa, servicio único para uso también de las autoridades y visitas; reclusorio sin ventanas, impregnado de aromas penetrantes, de uso para ambos sexos.
Los Alcaldes Municipales: en monografías departamentales del Dr. Santiago Barberena en 1909 sobre un informe dado por el municipio de Chapeltique el 30 de abril de 1908, se respalda la existencia del alcalde o de alguna autoridad municipal , para finales del siglo XIX y principios del siglo XX. Los alcaldes eran la máxima autoridad civil en los municipios. Posterior a la independencia y hasta principios de la década de 1950 los alcaldes eran electos directamente por el gobernador Departamental; dicha elección era influenciada en la mayoría de los casos por recomendaciones de personas radicadas en la cabecera departamental. Ya en la década de 1950, los alcaldes fueron, por primera vez, electos en elección pública.
El siguiente es un listado de los alcaldes que fungieron en Chapeltique, algunos de ellos en varios periodos, obtenidos de documentos históricos del pueblo: Partidas de nacimiento, partidas de defunción, escrituras privadas y otros. Los alcaldes faltantes, no fueron recordados por los relatores de historias de Chapeltique, pero es posible encontrarlos en los archivos de la gobernación departamental.
Alcaldes por nombramiento (finales de siglo XIX a 1955)
Franco Peñalba (1882)
Serapio Bonilla (1911)
José Zelaya (1922)
Gregorio Álvarez Parada (1926)
Santiago Granados
Marcelo Ortiz
Rómulo Carballo Luna
Joaquín Carballo Henríquez
Isidro Segovia García
Isidoro Teódulo Cañas
Teófilo Marenco Segovia
Alcaldes por elección (época: 1955 en adelante).
Teófilo Marenco Segovia
Gilberto Mendoza Segovia
Santiago Granados Canizales
Antonio Bonilla Carballo
Encarnación Larios Portillo
Juan Héctor Silva
Santos Leoncio Velázquez
Tomas Carballo Salmerón
Enrique Álvarez Carballo
Diógenes Segovia Bonilla
Freddy Rodríguez
José Orlando Portillo Sorto
José Alberto Orellana Benítez
Marciano Elmo Chavarría
Jorge Alberto Portillo Álvarez
José Eustaquio Rivas Cabrera (2010)
Carlos Méndez (Actual Alcalde 2020)

## Historia de la Iglesia Colonial de Chapeltique
Nuestra iglesia de Chapeltique, es considerada por los historiadores como joya arquitectónica de la época colonial. Los componentes arquitectónicos de la fachada y nave principal, se mantienen fieles a su construcción.
HISTORIA
Buscando en las pocas obras históricas que nos hablan sobre las iglesias coloniales de los pueblos de El Salvador, se encuentran datos sobre el estilo arquitectónico, componentes, distribución, la década en que fueron construidos, y principalmente, las razones por la cual algunos templos coloniales aun están de pie.
De la obra: El Salvador: Inundaciones e incendios, erupciones y terremotos, de Jorge Larde y Larin, tomaremos varias citas en donde el autor demuestra la razón por la cual son pocos los templos coloniales que existen en buenas condiciones actualmente en El Salvador. Entre las causas que han incidido a través de los tiempos a la desaparición de los monumentos coloniales menciona a los terremotos, inundaciones, incendios, tipos de suelo y la cercanía a los volcanes.
En la primera sección del capítulo: Zonas casi sísmicas de El Salvador, de la obra anterior, el autor comenta que:
“Al considerar el fenómeno general de sismicidad o de mega sismicidad en El Salvador, el sabio maestro D. Jorge Larde, en su obra:”El terremoto del 6 de septiembre de 1915 y los demás terremotos de El Salvador” expreso:
De los hechos citados se pueden sacar estas conclusiones: uno, que los departamentos de Chalatenango, Cabañas, Morazán, y del Norte de San Miguel y La Unión constituyen una región casi a sísmica y que ningún temblor de importancia a tenido su epicentro en ella”
En el capítulo: Arquitectura Colonial en El Salvador, en la sección 14, el historiador nos comenta:
“La historia sísmica que hemos reseñado, a pinceladas, pone de manifiesto la razón por la cual los vestigios del arte arquitectónico en El Salvador son muy escasos y casi todos del siglo XVIII.
Terremotos, incendios y diluvios se han confabulado todas las obras de arquitectura colonial emprendidas por los colonizadores españoles, tanto en las grandes urbes como en los mas humildes pueblos de nuestro territorio. ”
En la sección 16 del capítulo anterior de la misma obra, el autor escribe sobre templos coloniales por departamento:
“Iglesias aun en uso de estilo colonial, son las siguientes:
En el departamento de San Miguel, las iglesias de Quelepa, Nuevo Edén de San Juan, Lolotique, Chapeltique y Ciudad Barrios”
Otra obra en la que se nombra a la iglesia de Chapeltique, por su arquitectura y tiempo de edificación, es: Nociones de historia de Centroamérica del Doctor Manuel Vidal, en la sección XXXVII: Monumentos Arquitectónicos, difiriendo con el siglo de construcción, que textualmente dice así:
“Las iglesias del Pilar de San Vicente, Dolores de Izalco, de Metapan, Chapeltique y Panchimalco levantan desde el Siglo XVIII su apreciable arquitectura.”
Libros de Fe de Bautismos.
Dentro de los archivos que se guardan celosamente en la casa parroquial, se encuentran los libros de fe de bautismo, libros en donde están asentados registros de fechas, nombre de padres y padrinos, y nombre de los bautizados.
El libro más antiguo dentro del convento data de marzo del año 1891 y en el están registrados los bautizos de Chapeltique, Moncagua y Guatajiagua, comprendidos entre 1891 y 1896, manuscritos por el sacerdote parroquial itinerante Toribio Lazo. Los libros anteriores a este, se encuentran archivados en la diócesis de San Miguel.
Diócesis.
En la época de la colonia, Chapeltique, perteneció al curato de San Miguel, posteriormente este curato se convirtió en la diócesis de San Miguel, y En la década de 1950, la parroquia de Chapeltique pasó a ser parte de la diócesis de Santiago de María, siendo el primer obispo de esa diócesis, Monseñor y Doctor Francisco Castro Y Ramírez.
DESCRIPCIÓN ARQUITECTÓNICA
Esta es una descripción de los distintos cuerpos componentes, y de los detalles que se aprecian en los mismos, de la iglesia de Chapeltique, de arquitectura colonial y fachada barroca. Algunos detalles arquitectónicos, muebles y accesorios religiosos, dejaron de existir con el correr de los años.
Fachada: en el centro de la fachada esta la puerta principal, de doble cuerpo y terminado en media luna, con bastidor de cuartones, y laminado de tablones. A cada lado de la puerta en la pared de la fachada, entre dos columnas asentadas sobre pedestal decorado, hay una cavidad o nicho, para colocar santos a la intemperie. La parte superior central de la fachada principal, está conformada por dos cuerpos laterales, con forma de cuartos de luna; al centro de cada cuadrante lunar hay un escudo en alto relieve, bordeado de laureles. Entre los cuartos de luna, esta la fachada de una capilla o templete, con columnas mayores a los lados que soportan un techo con terminación en cúspide; la cúspide, esta coronada con un capitel con copa decorativa. Entre las dos columnas mayores del templete, existen dos pequeñas ventanas de arcos, separadas por una columna central. Sobre estas dos ventanas, en el centro de la cúspide, esta un escudo en alto relieve. Entre la fachada de la capilla y la puerta principal, esta una inscripción en alto relieve.
Inscripción: En la fachada principal de la iglesia, existe un grabado en alto relieve con la inscripción siguiente: J. M. A. MARZO 10 DE 1878, E. LUNA, SANTA ANA.
Este grabado fue colocado durante la segunda modificación de la fachada en el siglo XIX , el significado de las iníciales J. M. A.es desconocido. La referencia: E. LUNA, corresponde al nombre de Eulogio Luna, de quien se dice, ayudó económicamente a la remodelación de la fachada.

## Información general
El distrito tiene un área de 103,55 km², y la cabecera una altitud de 190 m s. n. m. Las fiestas patronales se celebran en el mes de julio en honor a la Santa Ana, y las fiestas titulares a Santa Lucía, en diciembre. El topónimo Lenca salvadoreño Chapeltique significa: «Cerro de los Quebrachos», o «Montaña de los Chapernos».